# Чабан Андрій Олександрович
Андрі́й Олекса́ндрович Чаба́н (Псевдо: «Ворон»; 31 січня 1988 с. Залісці Кременецького району Тернопільської області — 24 липня 2014 м. Первомайськ Луганської області) — український військовик, сержант-інструктор відділення зв'язку 140-го окремого центру СО ГШ в/ч А0661 Збройних сил України.

## Життєпис
Був єдиною дитиною в родині. У 2003 році закінчив Залісецьку ЗОШ І—ІІІ ступенів, у 2008 — Галицький інститут імені В. Чорновола в Тернополі.
Від 2008 року за контрактом служив у частині А 0551 у Хмельницькому, був інструктором відділення зв'язку. У 2014 — у в/ч А0661.
Після захоплення Криму Росією 80 днів був у Херсоні, потім його направили на Схід. Під час патрулювання спецпризначенці виявили диверсійну групу терористів. Загинув 24 липня біля Первомайська від кулі снайпера, врятувавши побратимів від загибелі ціною власного життя — група потрапила в засідку, тоді ж полягли Василь Кобернюк, Володимир Черкасов та Тарас Якимчук.
Йдучи в небезпечну зону, воїн не слухав тих, хто його від цього відмовляв, а наголошував:
|  | «Це ж моя Україна, я мушу її боронити від ворога» |

## Відзнаки
- Орден «За мужність» III ступеня — за особисту мужність і героїзм, виявлені у захисті державного суверенітету та територіальної цілісності України, вірність військовій присязі під час російсько-української війни (8 серпня 2014)Указ Президента України від 8 серпня 2014 року № 640/2014 «Про відзначення державними нагородами України»;
- почесний громадянин Тернопільської області (26 серпня 2022, посмертно)[2];
- орден «За Україну, за її волю» Спілки бійців і волонтерів АТО «Сила України» — за мужність, самовідданість та зразкове виконання службових обов'язків, проявлені в боротьбі за незалежність України під час проведення АТО на Сході України[3].

## Вшанування пам'яті
26—27 липня 2014 року в Тернопільській області оголошено жалобу.
31 січня 2015 року на фасаді Залісецької школи, де навчався воїн, відкрили меморіальну дошку Андрієві Чабану.
Від жовтня 2017 року Залісецька ЗОШ І—ІІІ ступенів носить ім'я Андрія Чабана.